# Pergalumna granulata
Pergalumna granulata är en kvalsterart som beskrevs av Balogh och Sandór Mahunka 1967. Pergalumna granulata ingår i släktet Pergalumna och familjen Galumnidae. Inga underarter finns listade i Catalogue of Life.